# رود سوکوچ
رود سوکوچ (روسی: Сокоч) یک رودخانه در سرزمین کامچاتکای کشور روسیه است.